# Wrocław Wojnów
Wrocław Wojnów – stacja kolejowa we Wrocławiu, na osiedlu Wojnów, przy ulicy Przy Torze, położona na linii łączącej Jelcz Miłoszyce i Wrocław Osobowice. Na stacji znajduje się trzykondygnacyjny dworzec wybudowany na planie prostokąta z przesuniętym w stosunku do osi budynku ryzalitem, przylegającym do ściany od strony peronu. Od 10 kwietnia 2017 Wrocław Wojnów jest przedostatnią stacją obsługującą kolej miejską do stacji Wrocław Nadodrze i Wrocław Główny.

## Ruch pasażerski
| Rok  | Wymiana pasażerska na dobę |
| ---- | -------------------------- |
| 2017 | 20-49                      |
| 2022 | 50-99                      |
| 2023 | 100-149                    |